# Novodmîtrivka, Velîka Oleksandrivka
Novodmîtrivka (în ucraineană Новодмитрівка) este o comună în raionul Velîka Oleksandrivka, regiunea Herson, Ucraina, formată numai din satul de reședință.

## Demografie
Componența lingvistică a comunei Novodmîtrivka
     Ucraineană (93,86%)
     Rusă (3,26%)
     Alte limbi (0,65%)
Conform recensământului din 2001, majoritatea populației comunei Novodmîtrivka era vorbitoare de ucraineană (93,86%), existând în minoritate și vorbitori de rusă (3,26%) și armeană (2,23%).